# Kościół w Krackowie
Kościół w Krackowie (niem. Dorfkirche Krackow) – protestancka świątynia znajdująca się w niemieckiej gminie Krackow. Należy do parafii Retzin.

## Historia
Kościół wzniesiono w drugiej połowie XIII wieku. W XIX wieku od wschodu dobudowano absydę, wzniesiono nowy wschodni szczyt i kolejną kondygnację wieży.

## Architektura i wyposażenie
Świątynia romańsko-neoromańska, jednonawowa. Nawa ma płaski strop, a absyda jest sklepiona żebrowo. Ołtarz główny zdobi drewniany, pozłacany krzyż, wykonany przez Christiana Friedricha (jego bratem był malarz Caspar David Friedrich), przeniesiony z kościoła w Reinbergu. Z tego kościoła pochodzi również ambona. Na wieży kościoła zawieszone są dwa dzwony: starszy, z 1702, odlany w Szczecinie przez Johanna Heinricha Schmidta i młodszy, z 2004, odlany w Sinn, w ludwisarni Rincker.

## Galeria

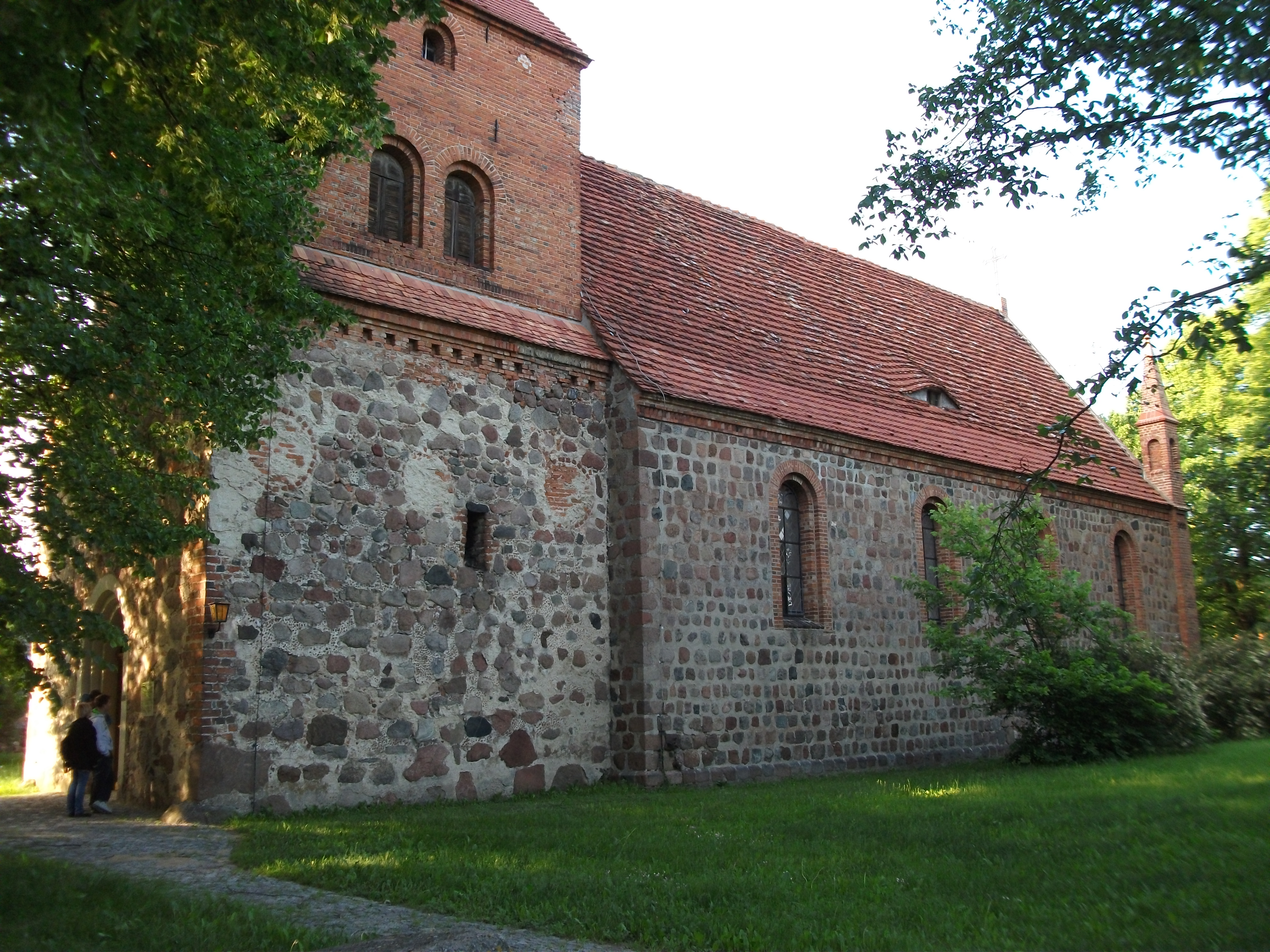
Nawa, widok z południowego zachodu
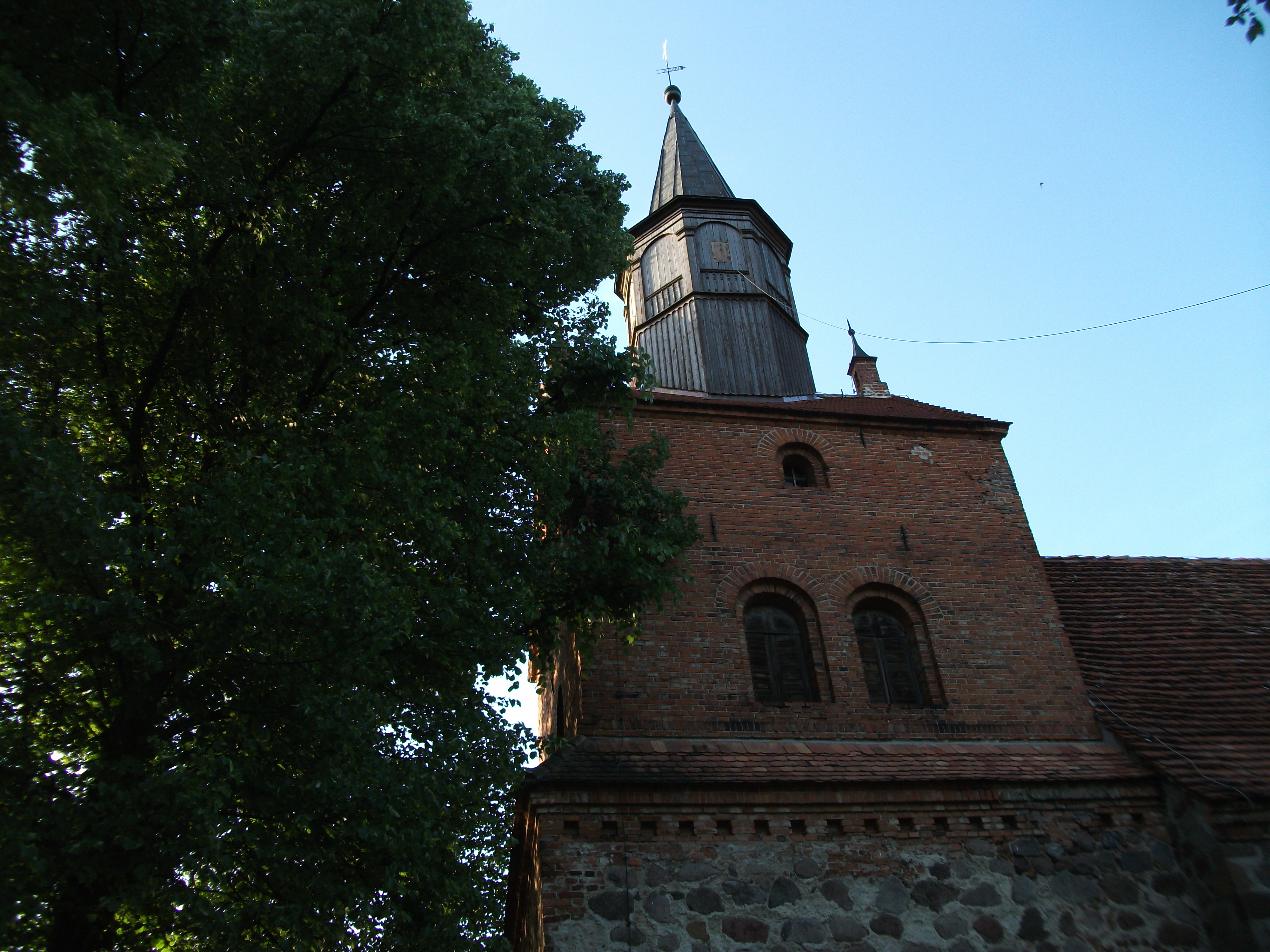
Górna kondygnacja wieży
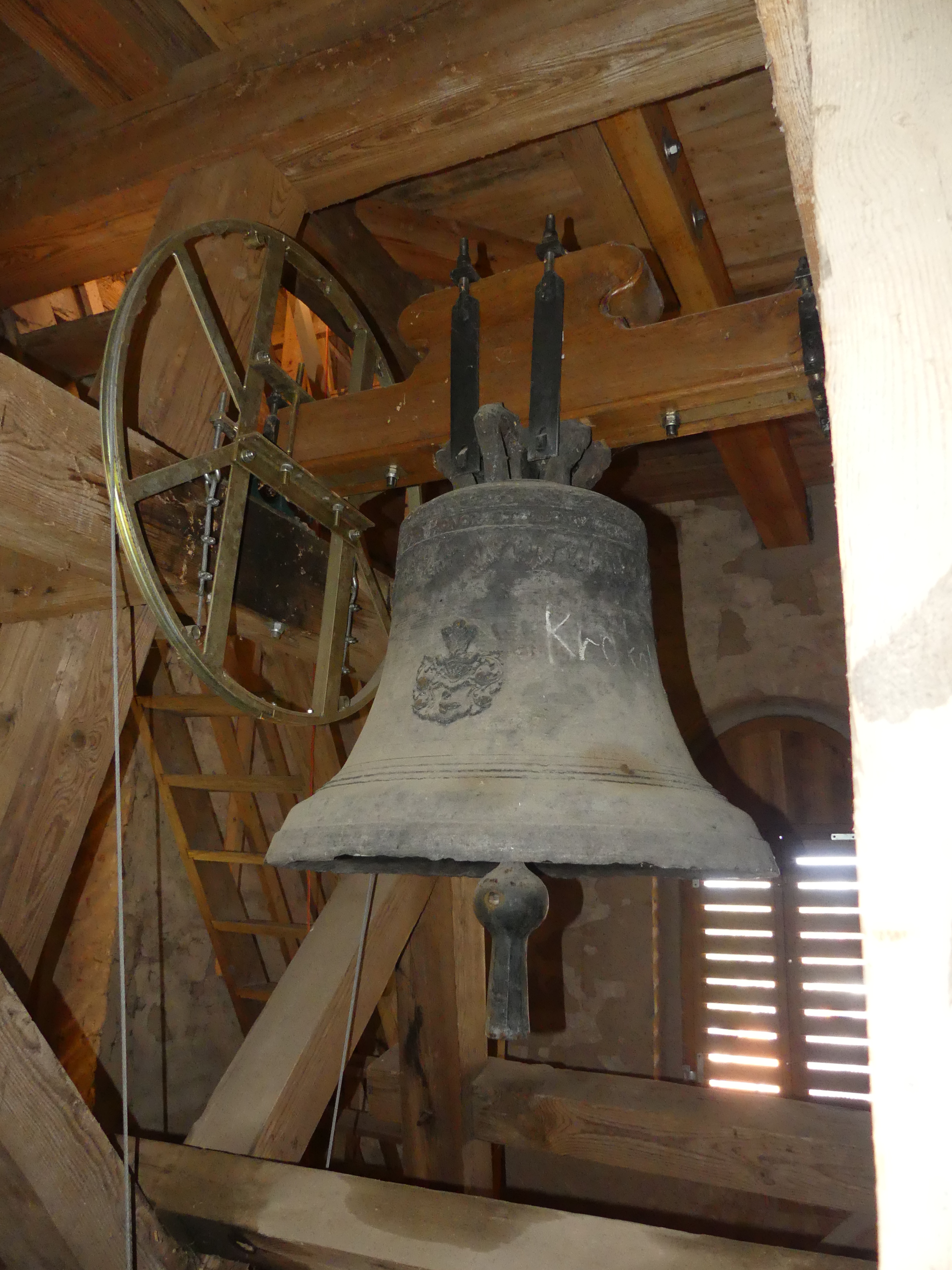
dzwon z 1702 roku